# Julius Marx (Unternehmer)

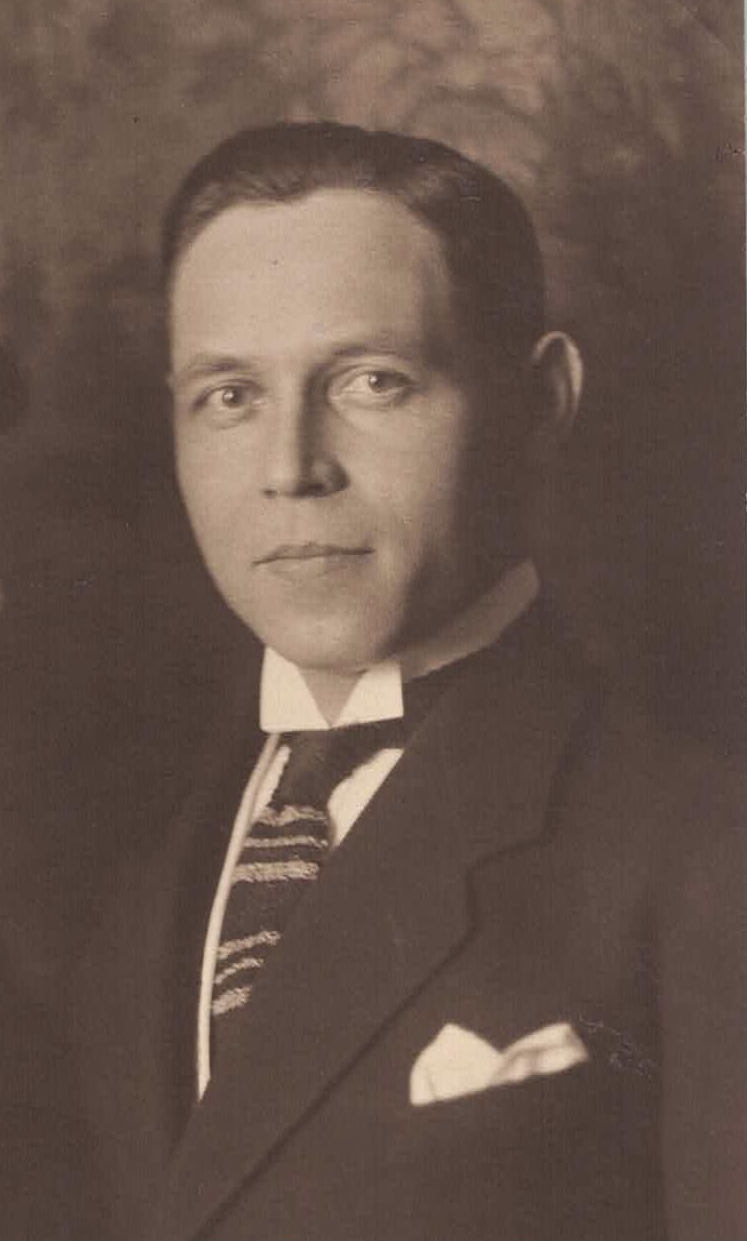
Julius Marx (1920)

Julius Marx (geb. 28. Februar 1888 in Freudental; gest. 17. Oktober 1970 in Zürich) war ein deutscher Unternehmer, Schriftsteller und Widerstandskämpfer. Nach seiner Enteignung durch die Nationalsozialisten emigrierte er in die Schweiz, wo er viele junge Künstler unterstützte. Seine Erlebnisse prägten sein literarisches Werk.

## Familie und Leben
Marx wuchs als Sohn von Karoline (geborene Heß) und Hirsch Marx gemeinsam mit seinen Brüdern Louis und Albert in einem traditionell jüdischen Haushalt auf. Sein Vater brachte aus der ersten Ehe mit Klara (geborene Strauß) die Halbgeschwister Samuel, Esther, Emil und Klara mit. Seine Großeltern väterlicherseits und weitere Vorfahren sowie Verwandte liegen auf dem jüdischen Friedhof in Freudental begraben.
Die jüdische Religion spielte in seinem Leben trotz der traditionellen Erziehung eine untergeordnete Rolle. Die nationalsozialistische Verfolgung traf Julius Marx daher besonders hart.
1920 heiratete Marx die französischstämmige Jüdin André Julie Woog. Marx interessiert sich neben seiner Arbeit als Unternehmer sehr für Literatur und Theater und verkehrte im Raum Stuttgart mit vielen Künstlern, Regisseuren und Musikern. Anfang der 1930er Jahre verließ ihn seine Frau André. Dieser Verlust begleitete ihn sein Leben lang.
Marx heiratete 1959 zum zweiten Mal. Er trennte sich jedoch schon nach drei Jahren wieder von der französischen Schweizerin Simone Miserez. Im Sommer 1968 erlitt Marx einen Schlaganfall und erholte sich davon nicht mehr.  Sein Leben lang unterstützte Marx Künstlerinnen und Künstler, auch finanziell. Er galt als ein großzügiger Freund. Am 17. Oktober 1970 verstarb Julius Marx im Sanatorium in Littenheid in der Schweiz.

## Erster Weltkrieg
Marx verstand sich als deutscher Patriot, war im Ersten Weltkrieg Soldat und kämpfte unter anderem an der Westfront gegen Frankreich. Im Jahr 1917 wurde er zum Leutnant befördert und mit dem Eisernen Kreuz erster Klasse ausgezeichnet. Im April 1918 wurde er schwer verwundet und verbrachte vier Monate im Lazarett, am Ende in seinem Heimatdorf Freudental, da das dortige Schloss in eine Erholungsstätte für Soldaten umgewandelt wurde. Ende Februar 1919 wurde er entlassen.
Im Ersten Weltkrieg führte er ein Notizbuch seiner Erlebnisse der Kriegszeit. Diese Erlebnisse fasste er nach dem Krieg zu einem Tagebuch zusammen und fanden Eingang in sein Werk „Kriegs-Tagebuch eines Juden“, das 1939 in Zürich erschien.

## Berufliche Laufbahn
Nach seiner Rückkehr aus dem Krieg gründete Marx, mit dem Erbe seines 1919 gestorbenen Vaters, in Stuttgart die Firma „Autoteile Marx“. Er vertrieb Autoersatzteile und Zubehör und meldete nicht nur 20 Patente rund um die Verbesserung verschiedener technischer Details an, sondern konnte auch viele Kontakte ins Ausland aufbauen. Sein Unternehmen galt als ernstzunehmender Konkurrent des Unternehmens Robert Bosch. 1932 brachte Marx einen Katalog mit dem Thema Kraftfahrzeug-Zubehör heraus. Durch die Nazihetze, die sich gegen die Juden richtete, wurde seine Arbeit erschwert und seine Firma und der Katalog wurden boykottiert. In Folge der antisemitischen Repressionen des nationalsozialistischen Regimes sah er sich gezwungen, sein Unternehmen 1934 weit unter Wert zu verkaufen und Anfang 1935 in die Schweiz zu emigrieren.

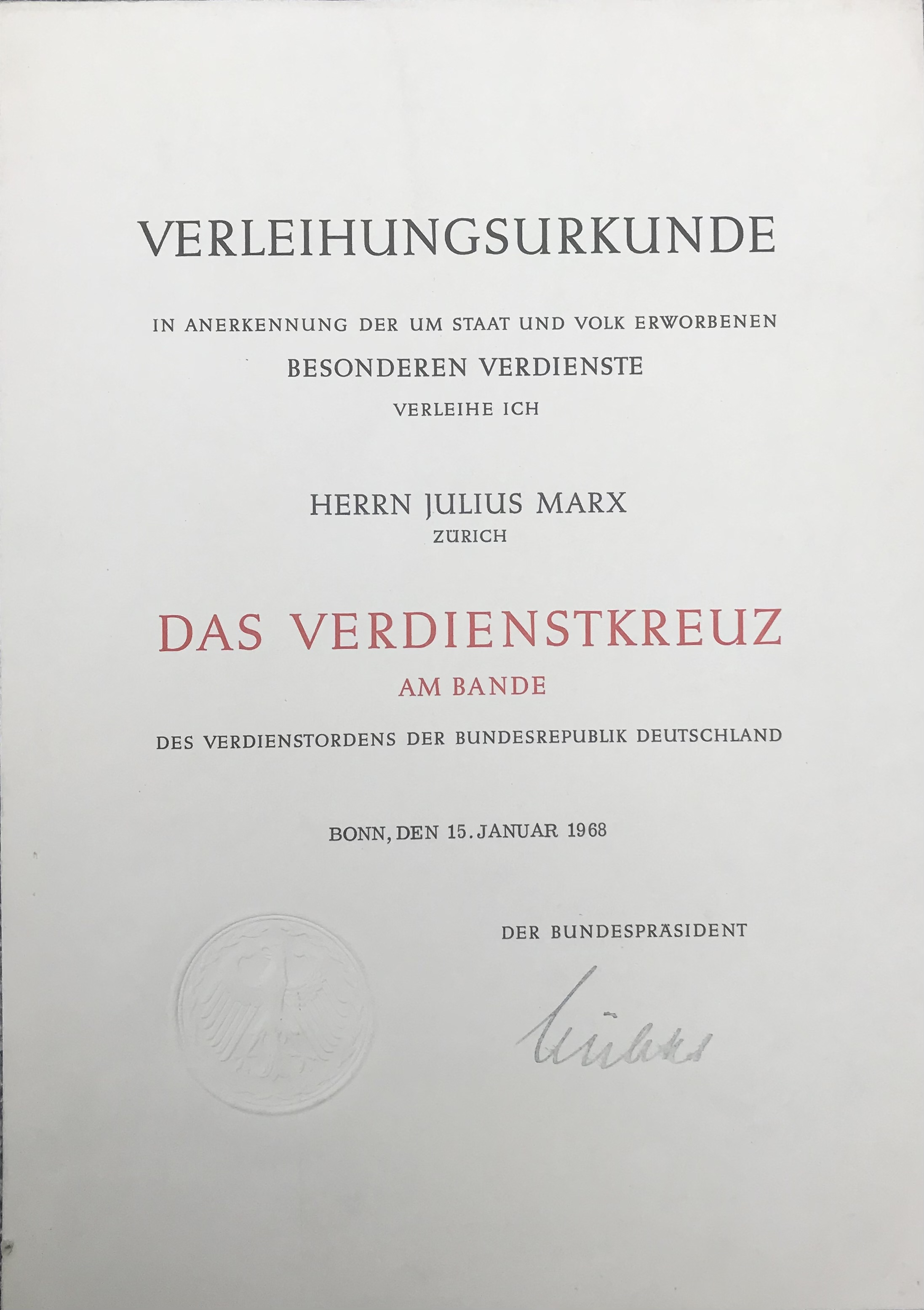
Verleihungsurkunde Bundesverdienstkreuz Julius Marx für besondere Verdienste

1937 gründete Marx zusammen mit Bernhard Diebold in Zürich einen Vertrieb für Filmstoffe, den „Thema-Verlag“. In den 1950er Jahren eröffnetet Marx in der Schweiz zum zweiten Mal eine Firma für Autozubehör und es gelang ihm wieder, diese Firma erfolgreich aufzubauen.
1968 zum 80. Geburtstag erhielt Marx das Bundesverdienstkreuz, da er durch die Gründung seiner Verlagsfirma in Zürich zahlreichen emigrierten Künstlern eine Schaffensgrundlage sicherte und durch die großzügige Überlassung bedeutender Originaldokumente an die Akademie der Künste die Grundlage für wissenschaftliche Archive und kulturelle Ausstellungen schuf.
Neben seiner Tätigkeit als erfolgreicher Unternehmer begriff er sich auch als Schriftsteller und publizierte Autobiografien, Gedichte sowie zwei Theaterstücke. Die Uraufführung seines Theaterstücks „PikAss“ wurde erstmals am Helene-Lange-Gymnasium Markgröningen vertont. Marx schrieb 1945 sein Gedicht „Mein kleines Dorf“, welches von seinem Heimatdorf Freudental handelt. Das Gedicht erzählt von dem lyrischen Ich als Vertriebener und dessen Wurzeln und der Liebe zu seinem Heimatdorf und seiner Familie.

## NS-Zeit und Zweiter Weltkrieg
In den frühen 1930er-Jahren intensivierten sich die Einschränkungen, Sanktionen und Unterdrückungen gegen jüdische Bürgerinnen und Bürger in Deutschland. Diese diskriminierenden Einschränkungen beeinflussten unter anderem auch den wirtschaftlichen Bereich. Durch die nationalsozialistischen Maßnahmen zur „Arisierung“ von Betrieben wurden jüdische Unternehmer systematisch enteignet oder zum Verkauf ihrer Firmen gezwungen. Infolgedessen verkaufte Marx 1935 sein Unternehmen und emigrierte im Mai 1935 in die Schweiz, wo ihn seine Schwester Klara Barth in Zürich aufnahm, bis er ab Mai 1936 dauerhaft alleine dort lebte.
Während seines Exils engagierte sich Julius Marx aktiv im Widerstand gegen das NS-Regime. Er unterstützte deutschsprachige Künstlerinnen und Künstler sowie Schriftsteller, die ebenfalls in die Schweiz emigriert waren, indem er sie mit US-amerikanischen Filmagenturen in Kontakt brachte. Darüber hinaus übermittelte er geheime Informationen aus dem nationalsozialistischen Reichspropagandaministerium, die er über einen befreundeten Informanten erhielt, an den britischen Geheimdienst.

## Werke
- Kriegs-Tagebuch eines Juden. 2. Auflage. Ner-Tamid-Verlag, Zürich 1964 (Erstausgabe: Verlag „Die Liga“, Zürich  1939).